# Hôtel Gaillard

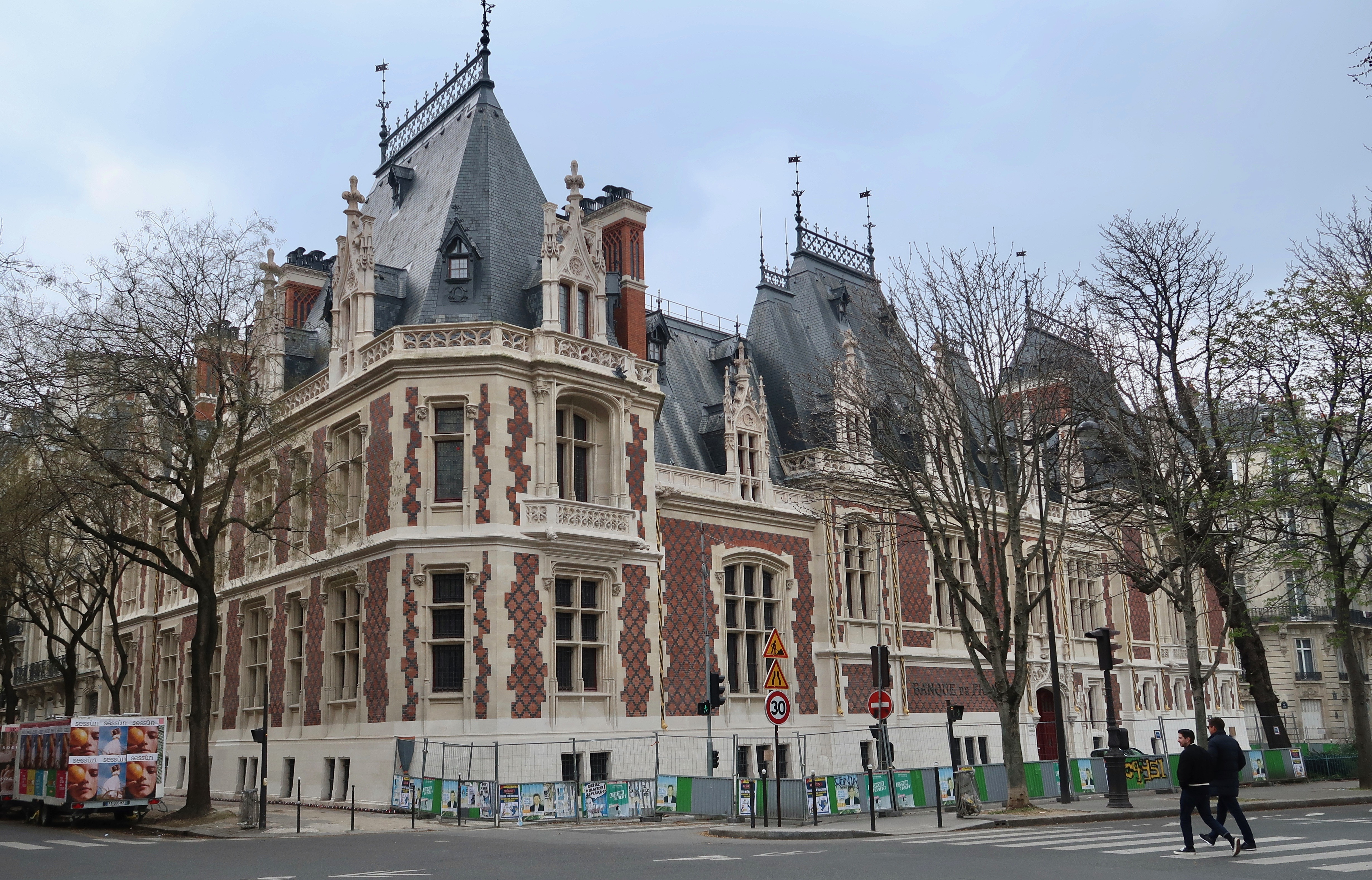
Hôtel Gaillard: buitengevel aan de place du Général Catroux

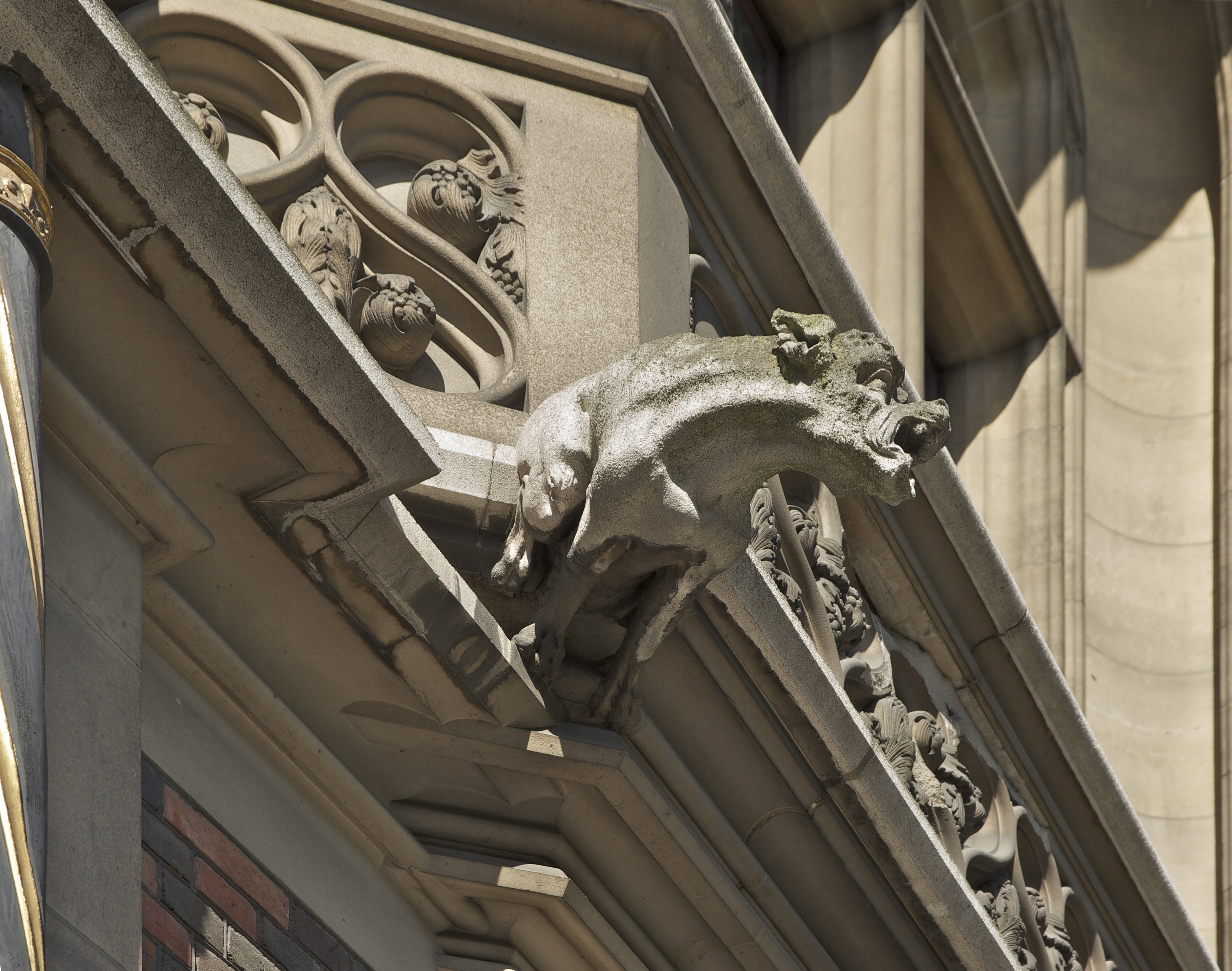
Hôtel Gaillard: gargouille

Het hôtel Gaillard is een stadspaleis gebouwd in neorenaissancestijl, gelegen aan de place du Général Catroux in het 17e arrondissement van Parijs. Het werd gebouwd tussen 1878 en 1882 in opdracht van Émile Gaillard naar wie het werd genoemd. Het diende achtereenvolgens als privé-woning, bijhuis van de Banque de France en museum.

## Gaillard
Émile Gaillard was een rijke bankier die onder andere optrad als zaakwaarnemer van Henri d'Artois, graaf van Chambord, troonpretendent van het huis Bourbon. Hij kocht een kavel in de plaine Monceau, een gebied aan de rand van Parijs dat onder impuls van prefect Haussmann tijdens het Tweede Franse Keizerrijk werd ontwikkeld als stadsuitbreiding. Hij liet vanaf 1878 drie residenties bouwen op het perceel, een om te dienen als zijn woning en twee om te verhuren. Het hôtel Gaillard is ontworpen door architect Jules Février en als inspiratiebron dienden de Loirekastelen en in het bijzonder het Kasteel van Blois. Men bekwam toestemming om gipsafdrukken te nemen van de goten, balustraden en dakvensterversieringen van het Kasteel van Blois. Deze kopieën werd verwerkt in het stadspaleis, dat met zijn hoge daken en veelkleurige bakstenen in de gevel het romantisme en de voorliefde van Gaillard voor de middeleeuwen en de vroege renaissance veruitwendigde. De bouw werd eind 1882 beëindigd. Binnenin was het rijk versierd met wandtapijten, porseleinen vazen, marmeren beelden en Italiaanse siertegels. Na de dood van Gaillard in 1902 en van zijn weduwe in 1915 werd de inboedel verkocht.

## Banque de France
Op 28 maart 1919 werd het hôtel Gaillard samen met de twee andere gebouwen aangekocht door de Nationale Bank van Frankrijk. Onder leiding van architect Alphonse Defrasse werd het tussen 1919 en 1923 verbouwd om er een bijhuis van de Banque de France in onder te brengen. De neogotische privé-vertrekken van Émile Gaillard werden omgevormd tot kantoren en op de binnenplaats werd een publieke ruimte gecreëerd in gewapend beton met een houten dakstructuur. Onder deze lokettenzaal was er een kluizenzaal over twee verdiepingen met 3874 kluisjes en 112 brandkasten, met als ingang een gepantserde deur. Het bijhuis Paris-Malesherbes opende op 2 januari 1923 de deuren. Vanaf de jaren 1950 en zeker na 1970 slonken de activiteit en het personeelsbestand en op 1 juli 2006 sloot de bank haar deuren.

## Museum
Intussen was het gebouw op 25 mei 1998 ingeschreven op de inventaris van historische monumenten en op 12 april 1999 werd het geklasseerd. Het gebouw bleef na de sluiting eigendom van de Banque de France en in juni 2019 werd er het museum Citéco (La cité de l'économie) geopend.